# Via Ofenziva / Čao pičke
Via Ofenziva / Čao pičke je deljen studijski album ljubljanskih punk skupin Via Ofenziva in Čao pičke, izdan aprila 1983 pri založbi Galerije ŠKUC v obliki kasete v nakladi 200 izvodov, nato pa je bil septembra istega leta ponatisnjen v nakladi 150 izvodov.
V času prvotnega obstoja skupine je bila to edina izdaja obeh skupin. Že naslednje leto od izdaje kasete sta namreč razpadli. Via Ofenziva so leta 2006 izdali kompilacijo, leta 2013 pa so se člani ponovno združili. Skupina Čao pičke pa je leta 2014 doživela izdajo pravega prvenca s pomočjo švedske založbe Ne! Records.

## Seznam pesmi
| Stran A: Via Ofenziva 1. »Da ti rasfukam« – 1:38 2. »Moj pir« – 1:45 3. »Okna« – 1:32 4. »Mrtvi igralci« – 3:07 5. »Minimalni ritem« – 2:31 6. »Po mojoj lijevoj nozi« – 1:28 7. »Jugoslavija« – 1:25 8. »Proleter« – 2:31 9. »Lily Marlen« – 2:54 | Stran B: Čao pičke 1. »Sem tvoj kolega« – 0:25 2. »Ona grdo gleda« – 0:59 3. »Vsi se mamo fino« – 1:03 4. »Moja punca« – 0:45 5. »Sonce v očeh« – 1:36 6. »Pesem B« – 2:59 7. »4554« – 0:46 8. »Si prepričan« – 1:07 9. »Gledam te vsak dan« – 1:15 10. »Nicole« – 1:02 |

## Zasedba
| Via Ofenziva - Esad Babačić — vokal - Zoran Železnik — kitara - Robert Fritsch — bobni - Ivo FRANČIČ— bas kitara | Čao pičke - Alenka Marsenič - Marsa — vokal - Iztok Vidmar — kitara, bas kitara - Jani Sever — bobni - Ljubomir Kopač - Kope — bas kitara Ostali - Boško Bursać — produkcija |